# Historiae (Salustio)
Historiae ( literal, Historias ) es el título de una obra analística escrita por el historiógrafo latino Cayo Salustio Crispo en el año 39 a. C. 

## Estructura y conservación
La obra aborda el periodo comprendido entre el año 78 a. C., año de la muerte de Sila (en este punto finalizan las inacabadas Historiae del historiador Lucio Cornelio Sisenna) y el año 67 a. C. (el año de la campaña victoriosa de Pompeyo contra la piratería). Se trata, pues, del período que ya había sido definido como crucial en el proceso de progresiva corrupción y degeneración del Estado republicano en la primera monografía salustiana ( De Catilinae coniuratione, capítulo 11). Sin embargo, es probable que el historiador pretendiera continuar la narración hasta el año 63 a. C. para volver a conectar con la primera monografía.
Compuestas después de las dos monografías, De Catilinae coniuratione y Bellum Iugurthinum, muestran la intención de Salustio de narrar la historia según una secuencia anual. La obra, sin embargo, ha llegado en fragmentos, por significativos que sean, incluida una antología de cuatro discursos y dos cartas, heredados del uso que se hizo de ella en las escuelas de retórica : esto permite, al menos en parte, reconstruir la estructura general. Sin embargo, en algunos manuscritos se transmiten tres pasajes más largos de forma más o menos mutilada. Se trata del fragmentum Vaticanum, de dos hojas, que contiene ocho columnas y pertenece al Libro Tercero; el fragmentum Berolinense, de una hoja que contiene un trozo del Libro Segundo; y el fragmentum Aurelianense, dos partes de un palimpsesto, una formada por dos folios y la otra por ocho columnas completas y dos mutiladas, descubierta por Hauler en el Codex Orleanensis 169. El primero de ellos integra el fragmentum Berolinense, y con él da cuenta del consulado de Lucio Octavio y Cayo Aurelio Cota ( 75 a. C. ), mientras que el segundo es de diversos contenidos.
Lo cierto es que la obra se estructuró en cinco libros ( volumina ), precedidos de un proemio y una amplia retrospección sobre el medio siglo anterior de historia. En el prefacio, del que sobreviven numerosos fragmentos, el historiador promete no dedicarse más, como había hecho en las monografías, a una defensa moralizante del papel de la historia y del historiador, sino que reevaluará la tradición historiográfica latina anterior, con elogio particular a Catón el Censor y Cayo Fannio :

Ho messo in ordine le imprese del popolo romano a partire dal consolato di Marco Lepido e Quinto Catulo e in seguito in guerra e in pace.

Infatti dai primordi di Roma fino alla guerra macedonica di Perseo…
Noi, in tanta abbondanza di uomini coltissimi…
Il più colto della stirpe Romana se la sbrigò in poche parole.

A Fannio la (caratteristica della) verità.
Frr. 1-4a Reynolds - trad. A. D'Andria

Luego sigue el retorno a un tema ya desarrollado en las monografías, la corrupción de la cosa pública :

Né un partito diverso, durante le guerre civili, mi smosse dalla verità.

A noi le prime discordie avvennero per colpa del vizio del genere umano, che inquieto e indomito si comporta sempre come per una gara di libertà, o di gloria, o di dominio.
Lo stato romano raggiunse l'apice del suo potere nel consolato di Ser. Sulpicio e M. Marcello , quando tutta la Gallia da questa parte del Reno, tra il Mediterraneo e l' Oceano, era stata conquistata, tranne le zone impraticabili a causa delle paludi. Tuttavia la repubblica agì con il massimo carattere morale e la massima concordia nel periodo tra la seconda e l'ultima guerra punica.
Dopo che, passato il timore di Cartagine, fu un lusso esercitare più cariche, nacquero moltissime rivolte, sedizioni e alla fine guerre civili, finché pochi potenti, verso i quali molti erano in obbligo, sotto l’onesta egida dei senatori o della plebe prepararono dominazioni; i cittadini venivano chiamati galantuomini o delinquenti non per le loro azioni verso lo Stato, tutti parimenti corrotti, ma veniva ritenuto galantuomo chiunque fosse il più ricco e forte nell’offendere, poiché difendeva la propria posizione.
E la dignità di entrambi i partiti era stata corrotta con tangenti.
Da quest’epoca i costumi degli antenati non cambiarono poco a poco come prima, ma a mo’ di torrente; a tal punto i giovani furono corrotti da lusso e avidità che si potrà ben dire che nascessero persone che non potevano possedere per sé un patrimonio familiare, né permettere che gli altri lo facessero.

Dall’assassinio dei Gracchi iniziarono gravi sedizioni.
Frr. 5-17 Reynolds - trad. A. D'Andria

El prefacio fue seguido por una reseña de los hechos que habían caracterizado los cincuenta años anteriores al 78, que sirvió como una verdadera introducción a la narración, que abarcaba un período de doce años lleno de acontecimientos, con la rápida ruina de la constitución de Sila y la concomitancia de varias guerras.
En el centro del Libro I  se encontraba la figura de Sila con el episodio de la revuelta de Lépido ; en la II  dominaron las guerras de Pompeyo en Hispania y Macedonia, en la III  la guerra Mitrídates, el fin de la guerra contra Sertorio y la revuelta de Espartaco y Crixus ; el libro IV  cubrió los acontecimientos del período 72-70 aC, con la conclusión de la guerra servil ; la V cuenta el resultado de la guerra de Lúculo y de la guerra de Pompeyo contra los piratas.

## La concepción histórico-política
El panorama general está marcado por un marcado pesimismo ; solo los aventureros y los corruptos se turnan en escena, en un clima de grave decadencia. De hecho, después de la muerte de César, las expectativas o planes de redención para Salustio ya no eran concebibles. Su admiración se dirige a aquellos rebeldes como Sertorio que, habiéndose colocado a la cabeza de un reino independiente en la península Ibérica, impugnó abiertamente las instituciones republicanas, pero destacándose gracias a su propio valor, no a maniobras demagógicas . Prueba de ello es el breve retrato del Libro I: «sirvió de tribuno militar en España con gran honor, cuando Tito Didio era gobernador allí. Había hecho una valiosa contribución a la guerra de Marsica proporcionando soldados y armas. Bajo su liderazgo se lograron muchos éxitos, pero no quedaron registrados en la historia, en primer lugar debido a su origen humilde y, en segundo lugar, porque los historiadores tenían mala disposición hacia él. Sin embargo, en vida mostró evidencia de estos hallazgos en su apariencia, con varias heridas en su frente, incluida la pérdida de un ojo. Estaba muy orgulloso de esta desfiguración de su cuerpo y no se avergonzaba de sus heridas, porque mostraban cuán gloriosamente había preservado el resto de su cuerpo."
Pompeyo, en cambio, se caracteriza de manera polémica: Salustio, fiel a su política pro César, no deja de presentarlo como un advenedizo que desata las pasiones más viles del pueblo con meros fines políticos. De hecho, en el Libro III se dice de Pompeyo que «desde su juventud, los halagos de sus seguidores lo habían persuadido de creer que era igual al rey Alejandro. Por lo tanto, había tratado de competir con los logros y planes de Alejandro".
Para poner de relieve la concepción política de Salustio, un interesante discurso elabora el concepto de libertas y por tanto de democracia, que en Roma no tiene equivalente directo, pero que puede encontrar acogida en los conceptos de iura o res publica . El discurso pronunciado por el tribunus plebis Macro en el 73 a. C.  tuvo lugar en un momento en el que el papel del poder judicial que se le atribuía había sido despojado de su autoridad, con las reformas de Sila, con su dictadura, en los años 81- 80 a. C.
En el discurso pronunciado en la contio, Macro, se dirige al pueblo romano y habla de ius y mos ; refiriéndose a la tradición de las luchas patricio-plebeyos, recuerda que deben mantenerse las costumbres de los antepasados, es decir, es necesario proteger los derechos adquiridos. El orador expresa el valor que tiene para un hombre de carácter luchar por la libertad, incluso a costa de sucumbir, en lugar de abandonar la lucha, para recuperar el papel de garante del tribunus plebis y proteger los derechos de los plebeyos .
Es necesario recuperar el papel de todos los magistrados de protección y garantía y la res pública no puede abandonarse en manos corruptas de unos pocos sin reaccionar: al respecto, Macro declara que los romanos se han privado ahora «de todo lo que han heredado de los antepasados", mientras que en una democracia debe gobernar la mayoría, que debe poder expresar libremente su voto. Por lo tanto, debemos oponernos a quienes someten el poder y quieren arrebatar al pueblo "el poder tribunicio, arma forjada por nuestros antepasados en defensa de la libertad".
Hay que luchar no sólo con palabras, según el propio portavoz Macro, que basa su fuerza de atracción precisamente en la palabra: de hecho la contio es el locus libertatis, en el que se participa en el verdadero espacio de la democracia y de la participación política comunitaria y Macro con una serie de preguntas retóricas construye un diálogo, que demuestra la necesidad de la lucha. No se pueden olvidar los propios derechos y deberes abandonando la contio . Los plebiscitos no tienen por qué ser ratificados por la clase patricia; no hay divinidad que pueda elegir para los Quirites lo que se valida con el silencio.
Según Macro, el abuso de poder no debe responderse con violencia, porque en la res publica no deben crearse fricciones que perturben la estructura empresarial: es, por tanto, necesario recuperar el iura y, si los patricios persisten en sus intereses, no es necesario tomar las armas y realizar una nueva secesión, mientras ya no se puede participar en la vida militar ("los viajes y los peligros no afectan a quienes no recibirán parte de los frutos"). Las adversidades y los riesgos de la lucha, por tanto, ya no deben ser un interés de los plebeyos, que no tienen ningún derecho ("a no poner en peligro más vuestro camino").